# Logan Lerman
Pour les articles homonymes, voir Lerman.
Logan Lerman, né Logan Wade Lerman le 19 janvier 1992 à Beverly Hills à Los Angeles (Californie), est un acteur américain.
Il est surtout connu pour incarner Percy Jackson dans les adaptations cinématographiques du roman éponyme, Percy Jackson : Le Voleur de foudre sortie en 2010 et Percy Jackson : La Mer des monstres sortie en 2013.
Par la suite, il confirme en incarnant le protagoniste de la comédie dramatique indépendante Le Monde de Charlie (2013), aux côtés d'Emma Watson, puis en participant à deux grosses productions sorties en 2014 : Noé, où il joue le fils des personnages incarnés par Russell Crowe et Jennifer Connelly ; puis le thriller historique Fury, de David Ayer, où il interprète un jeune soldat sans expérience affecté à un char commandé par un sergent bourru incarné par Brad Pitt.
Il reçoit le prestigieux trophée Chopard de la Révélation masculine au Festival de Cannes 2014.

## Biographie

### Jeunesse et famille
Logan Wade Lerman naît à Beverly Hills, Californie, États-Unis. Sa mère, Lisa, est son manager, et son père, Larry, est un homme d'affaires. Il a un frère et une sœur, Lucas et Lindsey, dont il est le cadet. La plupart des membres de sa famille travaillent dans le domaine médical ; sa famille détient également la compagnie Lerman & Son, fabricant de prothèses et orthèses, fondée par un de ses arrière-grands-parents, Jacob Lerman, en 1915. Celle-ci est actuellement dirigée par ses grands-parents paternels, Mina et Max Lerman. Sa famille est juive avec des origines allemandes, polonaises, russes et mexicaines, et son arrière-grand-père maternel fut président de la loge du B'nai B'rith en Californie.

### Débuts précoces et seconds rôles (années 2000)

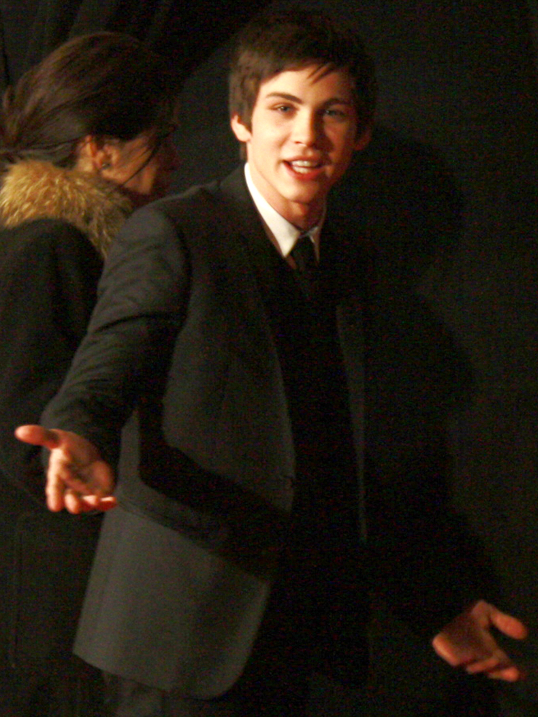
L'acteur à la première de Percy Jackson : Le Voleur de foudre, en février 2010.

Logan Lerman commence sa carrière à l'âge de quatre ans en faisant une apparition dans une publicité.
En 2000, l'acteur obtient son premier rôle au cinéma en incarnant William Martin, l'enfant de Mel Gibson dans The Patriot. La même année, il fait une apparition dans la comédie romantique Ce que veulent les femmes. Cette fois, il incarne la version enfant du héros incarné par Mel Gibson.
Par la suite, il interprète souvent des versions rajeunies de deux autres acteurs : Adam Garcia dans la comédie dramatique Écarts de conduite (2001), de Penny Marshall, puis Ashton Kutcher dans le thriller fantastique L'Effet papillon (2004).
Il tente surtout de percer à la télévision : si le pilote de la sitcom familiale The Flannerys (2003), n'est pas commandé, il obtient l'un des deux rôles principaux de la série dramatique Jack et Bobby. Sa performance lui vaut un Young Artist Award, même si la fiction ne dépasse pas une seule saison diffusée entre 2004 et 2005.
Le jeune acteur confirme l'année suivante en menant la comédie familiale pour la jeunesse Hoot, avec son meilleur ami à la ville Dean Collins. Il y a aussi pour partenaires Luke Wilson et Brie Larson. Puis en 2007, il joue dans trois longs-métrages : il incarne le fils du protagoniste du thriller horrifique Le Nombre 23, incarné par Jim Carrey ; joue ensuite celui du héros de l'acclamé western 3 h 10 pour Yuma, interprété par Christian Bale ; enfin, il donne la réplique à  Aaron Eckhart pour la comédie dramatique indépendante Meet Bill.
L'année 2009 le voit tenir un rôle plus développé : il joue l'un des fils de la protagoniste de la comédie dramatique Ma mère, ses hommes et moi, jouée par l'oscarisée Renée Zellweger ; il participe aussi au film d'action Ultimate Game, porté par Gerard Butler.
Mais c'est en 2010 qu'il se fait connaître d'une audience mondiale.

### Tête d'affiche (années 2010)

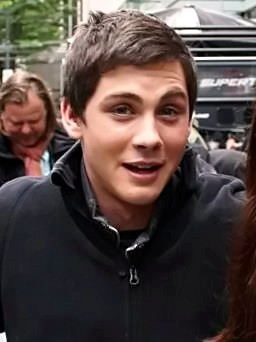
Puis sur le tournage de Percy Jackson : La Mer des monstres, en juillet 2012.

Il incarne le héros Percy Jackson dans le blockbuster Percy Jackson : Le Voleur de foudre, réalisé par Chris Columbus, spécialiste du divertissement pour la jeunesse à grand spectacle. Le long-métrage lance aussi la carrière de sa jeune partenaire Alexandra Daddario. Le film est un succès commercial, et une suite est commandée, l'acteur ayant déjà signé pour une trilogie.
Il alterne cinéma commercial et indépendant : tout d'abord, il tient l'un des rôles principaux du blockbuster fantastique Les Trois Mousquetaires, celui de D'Artagnan. L'acteur y a pour principal partenaire Orlando Bloom. Puis il incarne le jeune protagoniste de la comédie dramatique indépendante Le Monde de Charlie, qui sert aussi à imposer Emma Watson en dehors de la saga pour enfants qui l'a révélée au grand public. Sorti en 2013, le film reçoit de bonnes critiques.
Toujours en 2013, le jeune acteur revient pour la suite Percy Jackson : La Mer des monstres, dont la mise en scène a été confiée cette fois à Thor Freudenthal. Cette fois, les critiques sont mitigées et le box-office inférieur à celui du premier opus. Les projets de suite sont dès lors suspendus. Autre déception cette année-là, la comédie dramatique indépendante chorale L'Amour malgré tout, avec Kristen Bell, Lily Collins et Jennifer Connelly, passe inaperçue.
Le comédien signe pour apparaître dans The Only Living Boy in New York, un film indépendant écrit par Allan Loeb et dirigé par Seth Gordon mais en attendant, le comédien tourne deux grosses productions prévues pour l'année 2014 : tout d'abord le drame historico-fantastique Noé, réalisé par Darren Aronofsky, qui permet au comédien de retrouver Russell Crowe et Emma Watson ; puis le drame militaire Fury, écrit et réalisé par David Ayer, qui voit l'acteur tenir pour la première fois un rôle plus adulte, celui d'un jeune soldat durant la Seconde Guerre Mondiale, sous la direction d'une équipe menée par un sergent incarné par Brad Pitt.
L'acteur poursuit sur cette lancée : en 2016, il partage l'affiche du drame historique indépendant Indignation avec Sarah Gadon ; en 2017, il tient le rôle-titre du drame Sidney Hall, où il a pour partenaires Elle Fanning et Michelle Monaghan. Puis il signe pour incarner le protagoniste de la série historique The Hunt, créée par Jordan Peele et attendue pour 2019.
Le 26 juillet 2019, il est choisi pour incarner Raphaël dans la série Tortues Ninja prévue sur Netflix.

## Autres travaux
Logan Lerman est ami avec Dean Collins, qui joue son meilleur ami dans Jack et Bobby. Ils restent proches après l'annulation de la série, et travaillent ensemble sur Hoot dans lequel Dean tient un rôle secondaire. Durant leur temps libre, ils écrivent, réalisent et interprètent des courts-métrages qu'ils postent sur leur page YouTube sous le nom monkeynuts1069.
En 2006, Logan Lerman et Dean Collins ont formé un groupe nommé Indigo avec Daniel Pashman. Collins chante, Lerman joue du clavier, de la guitare et du piano, Pashman de la batterie.

## Vie privée
Il a été en couple de 2009 à 2015 avec Alexandra Daddario.
En novembre 2023, il annonce ses fiançailles avec sa petite amie de longue date, Ana Corrigan.

## Filmographie

### Cinéma
- 2000 : Ce que veulent les femmes (What Women Want) de Nancy Meyers : Nick Marshall (jeune)
- 2000 : The Patriot de Roland Emmerich : William Martin
- 2001 : Écarts de conduite (Riding in Cars with Boys) de Penny Marshall : Jason Hasek à 8 ans
- 2004 : L'Effet papillon (The Butterfly Effect) de Eric Bress et J. Mackye Gruber : Evan Treborn à 7 ans
- 2006 : Hoot de Wil Shriner : Roy Eberhardt
- 2007 : Le Nombre 23 (The Number 23) de Joel Schumacher : Robin Sparrow
- 2007 : 3 h 10 pour Yuma (3:10 to Yuma) de James Mangold : William Evans
- 2007 : Meet Bill de Bernie Goldmann et Melisa Wallack : Le jeune
- 2009 : Ultimate Game (Gamer) de Mark Neveldine et Brian Taylor : Simon Silverton
- 2009 : Ma mère, ses hommes et moi (My One and Only) de Richard Loncraine : George Devereaux
- 2010 : Percy Jackson : Le Voleur de foudre (Percy Jackson & the Olympians: The Lightning Thief) de Chris Columbus : Percy Jackson
- 2011 : Les Trois Mousquetaires (The Three Musketeers 3D) de Paul W.S. Anderson : D'Artagnan
- 2012 : Le Monde de Charlie  (The Perks of Being a Wallflower) de Stephen Chbosky : Charlie Kelmeckies
- 2013 : Percy Jackson : La Mer des monstres (Percy Jackson: The Sea Monsters) de Thor Freudenthal : Percy Jackson
- 2013 : L'Amour malgré tout (Stuck in Love) de Josh Boone : Louis "Lou" Murphy
- 2014 : Noé (Noah) de Darren Aronofsky : Cham
- 2014 : Fury de David Ayer : Norman Ellison
- 2016 : Indignation de James Schamus : Marcus Messner
- 2017 : Sidney Hall de Shawn Christensen : Sidney Hall
- 2018 : Stubby de Richard Lanni : Robert Conroy (voix)
- 2019 : End of Sentence (Remise de peine) d'Elfar Adalsteins : Sean Fogle
- 2020 : Shirley de Josephine Decker : Fred Nemser
- 2021 : College Republicans de James Schamus : Lee Atwater
- 2022 : Bullet Train de David Leitch : « Le Fils »
- 2025 : Oh, Hi! de Sophie Brooks : Isaac

### Télévision

#### Séries télévisées
- 2003 : Shérifs à Los Angeles (10-8 : Officers on Duty) : Bobby Justo
- 2004 - 2005 : Jack et Bobby (Jack and Bobby) : Bobby McCallister
- 2020 - 2023 : Hunters : Jonah Heidelbaum
- 2024 : Sur les ailes de la chance (We Were The Lucky Ones) : Addy
- 2025 : Only Murders in the Building

## Voix francophones
En France
Au Québec
| - Nicholas Savard L'Herbier dans : - Le Nombre 23 - 3:10 pour Yuma - Gamer | Et aussi - François-Nicolas Dolan dans L'Effet papillon - Roxan Bourdelais dans Chouette - Nicolas Bacon dans Noé - Alexandre Bacon dans Fury |

## Distinctions

### Récompenses
- Young Artist Awards 2004 : meilleur acteur dans un téléfilm ou mini-série
- Young Artist Awards 2005 : meilleur acteur dans une série télévisée pour Jack et Bobby[6]
- Young Artist Awards 2007 : meilleur acteur pour Hoot[7]
- Teen Choice Awards 2013 : meilleur acteur dans un film dramatique pour Le Monde de Charlie[8]
- Festival de Cannes 2014 : Trophée Chopard
- Santa Barbara International Film Festival 2015 : Virtuosos Award

### Nominations
- Young Artist Awards 2001 : meilleure distribution pour The Patriot
- Young Artist Awards 2008 : meilleur acteur pour 3 h 10 pour Yuma
- Screen Actors Guild Awards 2008 : meilleure distribution pour 3 h 10 pour Yuma
- MTV Movie Awards 2010 :
  - Révélation masculine pour Percy Jackson
  - Meilleur combat (avec Jake Abel) pour Percy Jackson
- Teen Choice Awards 2010 :
  - Révélation masculine pour Percy Jackson
  - Meilleur combat (avec Jake Abel) pour Percy Jackson
- Saturn Awards 2011 : meilleur espoir pour Percy Jackson
- Teen Choice Awards 2013 : meilleur histoire d'amour avec Emma Watson pour Le Monde de Charlie